# Copa del Rey de fútbol 2021-22
La Copa del Rey de fútbol 2021-22 fue la edición número 118 de la competición nacional por eliminatorias del fútbol español. Participaron un total de 116 equipos: los 20 equipos que disputaron la Primera la temporada anterior, los 22 equipos que disputaron la Segunda División la temporada anterior, 28 equipos que participaron en Segunda B, 32 equipos que participaron en Tercera División, los 4 equipos semifinalistas de la Copa Federación y los 10 equipos, de entre los 20 provenientes de las primeras divisiones regionales, vencedores de la eliminatoria previa.
El F. C. Barcelona intentó defender el título ganado la temporada pasada en la final al Athletic Club por 4-0 en el Estadio de La Cartuja, Sevilla. Pero en octavos de final, fue el propio Athletic Club quien eliminó al F. C. Barcelona por 3 goles a 2 en el Estadio de San Mamés, clasificándose el Athletic para los cuartos de final.

## Formato
- 20 equipos de Primera División. Los cuatro clasificados para la Supercopa de España entrarán en la tercera ronda eliminatoria (dieciseisavos de final).
- 22 equipos de Segunda División.
- 28 equipos de Segunda División B.
- 32 equipos de Tercera División. Los 18 equipos que terminen en primera posición de los subgrupos C (siempre que no sean filiales o dependientes, en cuyo caso recaería en la siguiente posición con un equipo que pueda disputar la Copa del Rey) más los 14 segundos de los subgrupos C.
- 4 equipos semifinalistas de la Copa RFEF.
- 10 equipos de las primeras divisiones regionales. Saldrán de una eliminatoria previa entre los campeones de cada una de las veinte federaciones territoriales.

Para acceder a la final, se disputarán seis rondas eliminatorias, todas ellas a partido único a excepción de las semifinales, que se disputarán en formato de ida y vuelta. En la primera ronda eliminatoria, los 10 equipos procedentes de la Previa Interterritorial se emparejarán con 10 de Primera División. Los 28 equipos restantes de Primera y Segunda División se emparejarán con los 4 procedentes de la Copa RFEF, los 21 que competirán en Tercera División y tres de Segunda B. El resto de equipos de Segunda B se enfrentarán entre sí. Quedan exentos los equipos participantes de la Supercopa hasta dieciseisavos de final. Se jugarán un total de 56 partidos, con 112 equipos participantes. Los ganadores accederán a la Segunda ronda.
Todos los partidos se disputarán en campo del equipo de menor categoría. En caso de misma categoría será a sorteo puro, en el campo del primer equipo que salga en el sorteo.

## Calendario
Calendario de la Copa del Rey 2021-22
| Ronda                  | Sorteo                           | Fechas                                      | Partidos | Clubes         | Detalles |
| ---------------------- | -------------------------------- | ------------------------------------------- | -------- | -------------- | --- |
| Preliminar             | 28 de octubre de 2021 (12:00h)   | 17 de noviembre de 2021                     | 10       | 20 → 10 (+102) | Incorporaciones: 20 equipos territoriales provenientes de cada Federación de Ámbito Autonómico, dos en el caso de Andalucía. Formato del sorteo: Los equipos, divididos en 4 grupos de acuerdo a criterios de proximidad geográfica, se enfrentaron entre sí mediante un sorteo puro. Equipo local: Los partidos se disputarán en el campo del equipo que salga en primer lugar en la extracción de las bolas. Tipo de eliminatoria: Partido único |
| Primera ronda          | 18 de noviembre de 2021 (16:30h) | 30 de noviembre, 1 y 2 de diciembre de 2021 | 56       | 112 → 56       | Incorporaciones: Todos los equipos participantes restantes menos los cuatro participantes de la Supercopa de España. Formato del sorteo: Comenzará emparejándose a los 10 campeones de categoría territorial con equipos de Primera División. A continuación, se emparejarán a los 4 semifinalistas de la Copa RFEF con clubes de Primera División y, por último, se emparejarán los dos equipos de Primera restantes con equipos de Segunda RFEF. 21 equipos de Segunda RFEF serán emparejados con equipos de Segunda División. Los 9 clubes restantes de Segunda RFEF serán emparejados con equipos de Primera RFEF y, por último, los 10 clubes restantes de Primera RFEF se emparejarán entre sí. Equipo local: Los partidos se disputarán en las instalaciones deportivas del club de categoría inferior (siempre que cumplan con los requisitos mínimos establecidos por la RFEF) y, si fueren de la misma, en las de los clubs cuya bola hubiera sido extraída en primer lugar. Tipo de eliminatoria: Partido único |
| Segunda ronda          | 3 de diciembre de 2021 (12:00h)  | 14, 15 y 16 de diciembre de 2021            | 28       | 56 → 28 (+4)   | Formato del sorteo: Hasta donde sea posible, los clubes de inferior categoría se emparejarán contra los de mayor categoría. Equipo local: Los partidos se disputarán en las instalaciones deportivas del club de categoría inferior y, si fueren de la misma, en las de los clubes cuya bola hubiera sido extraída en primer lugar. Tipo de eliminatoria: Partido único |
| Dieciseisavos de final | 17 de diciembre de 2021 (12:30h) | 4, 5 y 6 de enero de 2022                   | 16       | 32 → 16        | Incorporaciones: Los cuatro equipos participantes de la Supercopa de España. Formato del sorteo: Los 4 clubes de Primera División participantes en la Supercopa de España serán emparejados con equipos que ostenten la menor categoría entre los clasificados para esta ronda. Los restantes clubes se emparejarán, hasta donde sea posible, los clubes de inferior categoría contra los de mayor categoría. Equipo local: Los partidos se disputarán en las instalaciones deportivas del club de categoría inferior y, si fueren de la misma, en las de los clubes cuya bola hubiera sido extraída en primer lugar. Tipo de eliminatoria: Partido único |
| Octavos de final       | 7 de enero de 2022 (12:30h)      | 15, 16, 19 y 20 de enero de 2022            | 8        | 16 → 8         | Formato del sorteo: Hasta donde sea posible, se emparejarán los clubes de inferior categoría contra los de mayor categoría. Equipo local: Los partidos se disputarán en las instalaciones deportivas del club de categoría inferior y, si fueren de la misma, en las de los clubes cuya bola hubiera sido extraída en primer lugar. Tipo de eliminatoria: Partido único |
| Cuartos de final       | 21 de enero de 2022 (12:30h)     | 2 y 3 de febrero de 2022                    | 4        | 8 → 4          | Formato del sorteo: Sorteo puro, sin restricciones. Equipo local: Los partidos se disputarán en las instalaciones deportivas de los clubes cuya bola hubiera sido extraída en primer lugar. Tipo de eliminatoria: Partido único |
| Semifinales            | 4 de febrero de 2022 (15:10h)    | 9 y 10 de febrero de 2022                   | 4        | 4 → 2          | Formato del sorteo: Sorteo puro, sin restricciones. Equipo local: Las dos primeras bolas extraídas en el sorteo corresponderán a los dos equipos que jugarán de local el partido de ida de las semifinales. Las siguientes dos bolas extraídas corresponderán a los equipos que jugarán de visitante en el partido de ida de las semifinales, respectivamente. Tipo de eliminatoria: Doble partido |
| Semifinales            | 4 de febrero de 2022 (15:10h)    | 2 y 3 de marzo de 2022                      | 4        | 4 → 2          | Formato del sorteo: Sorteo puro, sin restricciones. Equipo local: Las dos primeras bolas extraídas en el sorteo corresponderán a los dos equipos que jugarán de local el partido de ida de las semifinales. Las siguientes dos bolas extraídas corresponderán a los equipos que jugarán de visitante en el partido de ida de las semifinales, respectivamente. Tipo de eliminatoria: Doble partido |
| Final                  | 4 de febrero de 2022 (15:10h)    | 23 de abril de 2022                         | 1        | 2 → 1          | Partido único, en estadio "La Cartuja" (Sevilla) decidido por la RFEF. Clasificación para la UEFA Europa League: el campeón se clasifica para la fase de grupos |

Notas
- Los partidos que terminen en empate tras los 90 minutos, se decidirán en tiempo extra; y si persiste el empate, por penaltis.

## Participantes
Participan los veinte equipos de Primera, los veintidós de Segunda, veintiocho de Segunda B, treinta y dos de Tercera de la anterior temporada, además de diez equipos de la máxima categoría territorial y los cuatro semifinalistas de la Copa RFEF. Se indica con (S) los equipos que participan en la Supercopa y se incorporan en los dieciseisavos de final.
Se muestran en negrita los equipos que aún permanecen en la competición.
| Temporada 2020-21 | Temporada 2020-21 | Temporada 2020-21 | Temporada 2020-21 | Temporada 2021-22                                   | Temporada 2021-22 |
| 1.ª División (20 equipos) | 2.ª División (22 equipos) | 2.ª División "B" (28 equipos) | 3.ª División (32 equipos) | Copa RFEF (4 equipos)                               | Territoriales (10 equipos) |
| C. Atlético de MadridS Real Madrid C. F.S F.C. BarcelonaS Sevilla F. C. Villarreal C. F. Real Sociedad Granada C. F. Getafe C. F. Valencia C. F. C. A. Osasuna Athletic ClubS Levante U. D. Elche C. F. Cádiz C. F. Real Betis Balompié Deportivo Alavés R. C. Celta S. D. Huesca R. Valladolid C. F. S. D. Eibar | R. C. D. Espanyol R. C. D. Mallorca C. D. Leganés U. D. Almería Girona F. C. Rayo Vallecano R. Sporting S. D. Ponferradina U. D. Las Palmas C. D. Mirandés C. F. Fuenlabrada Málaga C. F. R. Oviedo C. D. Tenerife R. Zaragoza F. C. Cartagena A. D. Alcorcón C. D. Lugo C. E. Sabadell F. C. U. D. Logroñés C. D. Castellón Albacete Balompié | - Grupo I - C Burgos C. F. Zamora C. F. Unionistas de Salamanca C. F. Cultural Leonesa - Grupo II - C S. D. Amorebieta C. D. Calahorra C. D. Tudelano S. D. Logroñés - Grupo III - C U. D. Ibiza F. C. Andorra Gimnàstic de Tarragona C. D. Alcoyano - Grupo IV - C Linares Deportivo UCAM Murcia C. F. Algeciras C. F. San Fernando C. D. Atlético Sanluqueño C. F. - Grupo V - C C. D. Badajoz U. D. San Sebastián de los Reyes Extremadura U. D. Internacional de Madrid C. F. Talavera de la Reina - Grupo I - D Racing Club de Ferrol R. C. Deportivo de La Coruña - Grupo II - D Real Unión Club - Grupo III - D U. E. Cornellá - Grupo V - D C. F. Rayo Majadahonda C. D. Atlético Baleares | - Grupo I C. D. Arenteiro Bergantiños F. C. - Grupo II U. C. Ceares U. D. Llanera - Grupo III C. D. Cayón - Grupo IV Gernika Club - Grupo V C. E. Europa - Grupo VI C. D. Eldense U. D. Alzira - Grupo VII A. D. Unión Adarve - Grupo VIII Gimnástica Segoviana C. F. C. D. Palencia Cristo Atlético - Grupo IX Vélez C. F. Atlético Mancha Real - Grupo X Xerez Deportivo F. C. C. D. San Roque de Lepe - Grupo XI C. D. Ibiza Islas Pitiusas C. D. Andrach - Grupo XII C. D. Mensajero C. F. Panadería Pulido - Grupo XIII Águilas F. C. Atlético Pulpileño - Grupo XIV C. P. Cacereño U. D. Montijo - Grupo XV Peña Sport F. C. A. D. San Juan - Grupo XVI Racing Rioja C. F. Náxara C. D. - Grupo XVII C. D. Teruel C. D. Brea - Grupo XVIII C. D. Marchamalo Calvo Sotelo de Puertollano C. F. | Córdoba C. F. C. D. Ebro S. D. Leioa C. D. Guijuelo | Victoria C. F. S. D. Solares-Medio Cudeyo C. F. J. Mollerussa C. F. I. Alicante C. F. San Agustín de Guadalix Unami C. P. C. D. Laguna C. D. Villa de Fortuna C. D. Utrillas C. D. Huracán Melilla |

## Previa territorial
| Local                  | Agr.         | Visitante                                          | Ida | Vuelta      | Notas      |
| ---------------------- | ------------ | -------------------------------------------------- | --- | ----------- | ---------- |
| Club Juventud Cambados | 1–1 (4:5 p.) | Victoria C. F.                                     | –   | –           | [ nota 1 ] |
| (1º) C. D. Hernani     | Triangular   | C. D. Aurrera de Vitoria (2º) / S. D. Zamudio (3º) | –   | –           | [ nota 2 ] |
| C. D. Injerto          | 4–3          | C. D. Oberena                                      | 1–2 | 3–1         | [ nota 3 ] |
| U. D. Carrión          | 2–3          | Mora C. F.                                         | 1–1 | 1–2 (t. s.) | [ nota 4 ] |
| (1º) C. F. I. Alicante | Liga         | U. D. Castellonense (2º) / C. D. Buñol (3º)        | –   | –           | [ nota 5 ] |

1. ↑  Eliminatoria disputada el 27-06-2021.[1]
2. ↑  El C. D. Hernani superó un triangular contra el C. D. Aurrera de Vitoria y la S. D. Zamudio.
3. ↑  Eliminatoria disputada el 14-08-2021 y el 21-08-2021.
4. ↑  Eliminatoria disputada el 22-08-2021 y el 29-08-2021.
5. ↑  El C. F. I. Alicante se proclamó vencedor de la liga frente a la
U. D. Castellonense y al C. D. Buñol.

## Previa interterritorial
En esta ronda previa, que se jugó el 17 de noviembre de 2021, participaron los campeones de cada una de las veinte federaciones territoriales, emparejados bajo criterios de proximidad geográfica en un sorteo que celebró el jueves 28 de octubre de 2021.
| Local                         | Resultado      | Visitante                  |
| ----------------------------- | -------------- | -------------------------- |
| C. D. Aldeano                 | 1–3            | Unami C. P.                |
| Victoria C. F.                | 1–0            | C. D. Hernani              |
| Nalón C. F.                   | 1–1 (3:4 pen.) | S. D. Solares-Medio Cudeyo |
| C. D. Utrillas                | 2–0            | C. D. Injerto              |
| C. F. J. Mollerussa           | 1–0            | S. E. Penya Independent    |
| C. F. I. Alicante             | 7–1            | C. D. 6 de Junio           |
| C. D. Villa de Fortuna        | 1–0            | Atlético Espeleño          |
| C. D. Huracán Melilla         | 2–1            | Atarfe Industrial C. F.    |
| C. D. Laguna                  | 4–1            | C. F. Jaraíz               |
| C. F. San Agustín de Guadalix | 6–2            | Mora C. F.                 |

## Primera ronda
Esta ronda es disputada por todos los equipos (salvo los cuatro participantes de la Supercopa). El sorteo tuvo lugar el 18 de noviembre de 2021.
| Local                             | Resultado      | Visitante                        |
| --------------------------------- | -------------- | -------------------------------- |
| C. D. Huracán Melilla             | 0–8            | Levante U. D.                    |
| C. D. Utrillas                    | 0–3            | Valencia C. F.                   |
| C. F. I. Alicante                 | 0–4            | Real Betis Balompié              |
| C. F. San Agustín de Guadalix     | 0–4            | C. A. Osasuna                    |
| C. D. Villa de Fortuna            | 0–7            | Cádiz C. F.                      |
| Victoria C. F.                    | 0–8            | Villarreal C. F.                 |
| S. D. Solares-Medio Cudeyo        | 2–3            | R. C. D. Espanyol                |
| C. F. J. Mollerussa               | 1–5            | Getafe C. F.                     |
| C. D. Laguna                      | 0–7            | Granada C. F.                    |
| Unami C. P.                       | 0–3            | Deportivo Alavés                 |
| Córdoba C. F.                     | 0–1 (t. s.)    | Sevilla F. C.                    |
| C. D. Guijuelo                    | 1–1 (3:4 pen.) | Rayo Vallecano                   |
| C. D. Ebro                        | 0–5            | R. C. Celta de Vigo              |
| S. D. Leioa                       | 0–2            | Elche C. F.                      |
| C. F. Panadería Pulido            | 0–4            | Real Sociedad                    |
| Gimnástica Segoviana C. F.        | 0–2 (t. s.)    | R. C. D. Mallorca                |
| Gernika Club                      | 1–2            | S. D. Eibar                      |
| C. D. Mensajero                   | 0–1            | Real Zaragoza                    |
| C. D. Teruel                      | 0–1            | A. D. Alcorcón                   |
| U. C. Ceares                      | 0–1            | Sporting de Gijón                |
| C. D. San Roque de Lepe           | 0–3            | C. D. Mirandés                   |
| C. E. Europa                      | 0–1            | S. D. Amorebieta                 |
| U. D. Montijo                     | 0–1            | Burgos C. F.                     |
| C. D. Cayón                       | 0–2            | S. D. Huesca                     |
| Calvo Sotelo de Puertollano C. F. | 1–5            | Girona F. C                      |
| U. D. Alzira                      | 0–1            | C. F. Fuenlabrada                |
| Peña Sport F. C.                  | 0–3            | Málaga C. F.                     |
| C. D. Ibiza Islas Pitiusas        | 1–2 (t. s.)    | C. D. Tenerife                   |
| Águilas F. C.                     | 1–1 (3:5 pen.) | U. D. Almería                    |
| Racing Rioja C. F.                | 0–2            | F. C. Cartagena                  |
| A. D. Unión Adarve                | 2–2 (3:4 pen.) | C. D. Lugo                       |
| C. D. Marchamalo                  | 0–1            | Real Valladolid C. F.            |
| C. P. Cacereño                    | 1–2            | S. D. Ponferradina               |
| Xerez Deportivo                   | 1–2            | C. D. Leganés                    |
| C. E. Andratx                     | 2–1            | Real Oviedo                      |
| Vélez C. F.                       | 2–3            | U. D. Las Palmas                 |
| C. D. Brea                        | 0–2            | U. D. Ibiza                      |
| C. D. Palencia Cristo Atlético    | 2–0            | Real Union                       |
| Atlético Pulpileño                | 0–1            | C. D. Castellón                  |
| Bergantiños F. C.                 | 2–0            | C. D. Tudelano                   |
| C. D. Eldense                     | 0–1            | C. F. Rayo Majadahonda           |
| Náxara C. D.                      | 0–1            | F. C. Andorra                    |
| A. D. San Juan                    | 1–2            | U. D. San Sebastián de los Reyes |
| U. D. Llanera                     | 2–1            | U. D. Logroñés                   |
| Atlético Mancha Real              | 2–1            | Internacional de Madrid          |
| C. D. Arenteiro                   | 2–1            | S. D. Logroñés                   |
| C. D. Calahorra                   | 1–1 (4:5 pen.) | C. D. Atlético Baleares          |
| Extremadura U. D.                 | 1–4            | Zamora C. F.                     |
| Albacete Balompié                 | 2–1 (t. s.)    | Racing Ferrol                    |
| UCAM Murcia C. F.                 | 3–4 (t. s.)    | R. C. Deportivo de La Coruña     |
| Atlético Sanluqueño C. F.         | 2–0            | C. E. Sabadell F. C.             |
| C. D. Badajoz                     | 0–3            | C. D. Alcoyano                   |
| Linares Deportivo                 | 0–0 (6:5 pen.) | Gimnàstic de Tarragona           |
| San Fernando C. D.                | 2–3            | Cultural Leonesa                 |
| C. F. Talavera de la Reina        | 2–0            | U. E. Cornellá                   |
| Algeciras C. F.                   | 1–2            | Unionistas de Salamanca C. F.    |

## Segunda ronda
| Local                            | Resultado      | Visitante           |
| -------------------------------- | -------------- | ------------------- |
| Atlético Mancha Real             | 1–0            | Granada C. F.       |
| Bergantiños F. C.                | 1–3            | Rayo Vallecano      |
| C. D. Palencia Cristo Atlético   | 1–2            | R. C. D. Espanyol   |
| U. D. Llanera                    | 0–6            | R. C. D. Mallorca   |
| C. D. Andrach                    | 1–1 (5:6 pen.) | Sevilla F. C.       |
| C. D. Arenteiro                  | 1–3 (t. s.)    | Valencia C. F.      |
| Albacete Balompié                | 0–1            | Cádiz C. F.         |
| C. D. Atlético Baleares          | 5–0            | Getafe C. F.        |
| Zamora C. F.                     | 0–3            | Real Sociedad       |
| Unionistas de Salamanca C. F.    | 0–1            | Elche C. F.         |
| R. C. Deportivo de La Coruña     | 1–2            | C. A. Osasuna       |
| C. D. Alcoyano                   | 3–3 (3:1 pen.) | Levante U. D.       |
| Atlético Sanluqueño C. F.        | 1–7            | Villarreal C. F.    |
| C. F. Talavera de la Reina       | 2–4 (t. s.)    | Real Betis Balompié |
| Linares Deportivo                | 2–1            | Deportivo Alavés    |
| F. C. Andorra                    | 1–2 (t. s.)    | R. C. Celta de Vigo |
| C. F. Rayo Majadahonda           | 1–0            | Málaga C. F.        |
| U. D. San Sebastián de los Reyes | 0–0 (4:5 pen.) | C. F. Fuenlabrada   |
| Cultural Leonesa                 | 2–3 (t. s.)    | C. D. Leganés       |
| C. D. Castellón                  | 1–2            | F. C. Cartagena     |
| S. D. Huesca                     | 0–1            | Girona F. C         |
| S. D. Amorebieta                 | 1–2            | U. D. Almería       |
| Sporting de Gijón                | 2–1 (t. s.)    | A. D. Alcorcón      |
| S. D. Ponferradina               | 2–1 (t. s.)    | U. D. Ibiza         |
| Real Zaragoza                    | 2–0            | Burgos C. F.        |
| C. D. Tenerife                   | 1–2            | S. D. Eibar         |
| Real Valladolid C. F.            | 3–1            | U. D. Las Palmas    |
| C. D. Lugo                       | 1–2            | C. D. Mirandés      |

## Cuadro final
|  | Dieciseisavos de final    | Dieciseisavos de final    |                           |                         | Octavos de final                 | Octavos de final                 |  |                | Cuartos de final         | Cuartos de final         |  |                | Semifinales                                                     | Semifinales                                                     | Semifinales                                                     | Semifinales                                                     |  |                     | Final                                              | Final                                              |  |
|  | 4, 5 y 6 de enero de 2022 | 4, 5 y 6 de enero de 2022 |                           |                         | 15, 16, 19 y 20 de enero de 2022 | 15, 16, 19 y 20 de enero de 2022 |  |                | 2 y 3 de febrero de 2022 | 2 y 3 de febrero de 2022 |  |                | 9 y 10 de febrero de 2022 (ida) 2 y 3 de marzo de 2022 (vuelta) | 9 y 10 de febrero de 2022 (ida) 2 y 3 de marzo de 2022 (vuelta) | 9 y 10 de febrero de 2022 (ida) 2 y 3 de marzo de 2022 (vuelta) | 9 y 10 de febrero de 2022 (ida) 2 y 3 de marzo de 2022 (vuelta) |  |                     | 23 de abril de 2022 Estadio de La Cartuja, Sevilla | 23 de abril de 2022 Estadio de La Cartuja, Sevilla |  |
|  |                           |                           |                           |                         |                                  |                                  |  |                |                          |                          |  |                |                                                                 |                                                                 |                                                                 |                                                                 |  |                     |                                                    |                                                    |  |
|  |                           |                           |                           |                         |                                  |                                  |  |                |                          |                          |  |                |                                                                 |                                                                 |                                                                 |                                                                 |  |                     |                                                    |                                                    |  |
|  | Girona F. C.              | 1                         |                           |                         |                                  |                                  |  |                |                          |                          |  |                |                                                                 |                                                                 |                                                                 |                                                                 |  |                     |                                                    |                                                    |  |
|  | Girona F. C.              | 1                         |                           |                         |                                  |                                  |  |                |                          |                          |  |                |                                                                 |                                                                 |                                                                 |                                                                 |  |                     |                                                    |                                                    |  |
|  | C. A. Osasuna             | 0                         |                           |                         |                                  |                                  |  |                |                          |                          |  |                |                                                                 |                                                                 |                                                                 |                                                                 |  |                     |                                                    |                                                    |  |
|  | C. A. Osasuna             | 0                         |                           | Girona F. C.            | 1                                |                                  |  |                |                          |                          |  |                |                                                                 |                                                                 |                                                                 |                                                                 |  |                     |                                                    |                                                    |  |
|  |                           |                           |                           | Girona F. C.            | 1                                |                                  |  |                |                          |                          |  |                |                                                                 |                                                                 |                                                                 |                                                                 |  |                     |                                                    |                                                    |  |
|  |                           |                           | Rayo Vallecano            | 2                       |                                  |                                  |  |                |                          |                          |  |                |                                                                 |                                                                 |                                                                 |                                                                 |  |                     |                                                    |                                                    |  |
|  | C. D. Mirandés            | 0                         | Rayo Vallecano            | 2                       |                                  |                                  |  |                |                          |                          |  |                |                                                                 |                                                                 |                                                                 |                                                                 |  |                     |                                                    |                                                    |  |
|  | C. D. Mirandés            | 0                         |                           |                         |                                  |                                  |  |                |                          |                          |  |                |                                                                 |                                                                 |                                                                 |                                                                 |  |                     |                                                    |                                                    |  |
|  | Rayo Vallecano            | 1                         |                           |                         |                                  |                                  |  |                |                          |                          |  |                |                                                                 |                                                                 |                                                                 |                                                                 |  |                     |                                                    |                                                    |  |
|  | Rayo Vallecano            | 1                         |                           |                         |                                  |                                  |  | Rayo Vallecano | 1                        |                          |  |                |                                                                 |                                                                 |                                                                 |                                                                 |  |                     |                                                    |                                                    |  |
|  |                           |                           |                           |                         |                                  |                                  |  | Rayo Vallecano | 1                        |                          |  |                |                                                                 |                                                                 |                                                                 |                                                                 |  |                     |                                                    |                                                    |  |
|  |                           |                           | R. C. D. Mallorca         | 0                       |                                  |                                  |  |                |                          |                          |  |                |                                                                 |                                                                 |                                                                 |                                                                 |  |                     |                                                    |                                                    |  |
|  | S. D. Eibar               | 1                         | R. C. D. Mallorca         | 0                       |                                  |                                  |  |                |                          |                          |  |                |                                                                 |                                                                 |                                                                 |                                                                 |  |                     |                                                    |                                                    |  |
|  | S. D. Eibar               | 1                         |                           |                         |                                  |                                  |  |                |                          |                          |  |                |                                                                 |                                                                 |                                                                 |                                                                 |  |                     |                                                    |                                                    |  |
|  | R. C. D. Mallorca         | 2                         |                           |                         |                                  |                                  |  |                |                          |                          |  |                |                                                                 |                                                                 |                                                                 |                                                                 |  |                     |                                                    |                                                    |  |
|  | R. C. D. Mallorca         | 2                         |                           | R. C. D. Mallorca       | 2                                |                                  |  |                |                          |                          |  |                |                                                                 |                                                                 |                                                                 |                                                                 |  |                     |                                                    |                                                    |  |
|  |                           |                           |                           | R. C. D. Mallorca       | 2                                |                                  |  |                |                          |                          |  |                |                                                                 |                                                                 |                                                                 |                                                                 |  |                     |                                                    |                                                    |  |
|  |                           |                           | R. C. D. Espanyol         | 1                       |                                  |                                  |  |                |                          |                          |  |                |                                                                 |                                                                 |                                                                 |                                                                 |  |                     |                                                    |                                                    |  |
|  | S. D. Ponferradina        | 1 (1)                     | R. C. D. Espanyol         | 1                       |                                  |                                  |  |                |                          |                          |  |                |                                                                 |                                                                 |                                                                 |                                                                 |  |                     |                                                    |                                                    |  |
|  | S. D. Ponferradina        | 1 (1)                     |                           |                         |                                  |                                  |  |                |                          |                          |  |                |                                                                 |                                                                 |                                                                 |                                                                 |  |                     |                                                    |                                                    |  |
|  | R. C. D. Espanyol (p.)    | 1 (3)                     |                           |                         |                                  |                                  |  |                |                          |                          |  |                |                                                                 |                                                                 |                                                                 |                                                                 |  |                     |                                                    |                                                    |  |
|  | R. C. D. Espanyol (p.)    | 1 (3)                     |                           |                         |                                  |                                  |  |                |                          |                          |  | Rayo Vallecano | 1                                                               | 1                                                               | 2                                                               |                                                                 |  |                     |                                                    |                                                    |  |
|  |                           |                           |                           |                         |                                  |                                  |  |                |                          |                          |  | Rayo Vallecano | 1                                                               | 1                                                               | 2                                                               |                                                                 |  |                     |                                                    |                                                    |  |
|  |                           |                           | Real Betis Balompié       | 2                       | 1                                | 3                                |  |                |                          |                          |  |                |                                                                 |                                                                 |                                                                 |                                                                 |  |                     |                                                    |                                                    |  |
|  | C. D. Leganés             | 2                         | Real Betis Balompié       | 2                       | 1                                | 3                                |  |                |                          |                          |  |                |                                                                 |                                                                 |                                                                 |                                                                 |  |                     |                                                    |                                                    |  |
|  | C. D. Leganés             | 2                         |                           |                         |                                  |                                  |  |                |                          |                          |  |                |                                                                 |                                                                 |                                                                 |                                                                 |  |                     |                                                    |                                                    |  |
|  | Real Sociedad             | 3                         |                           |                         |                                  |                                  |  |                |                          |                          |  |                |                                                                 |                                                                 |                                                                 |                                                                 |  |                     |                                                    |                                                    |  |
|  | Real Sociedad             | 3                         |                           | Real Sociedad           | 2                                |                                  |  |                |                          |                          |  |                |                                                                 |                                                                 |                                                                 |                                                                 |  |                     |                                                    |                                                    |  |
|  |                           |                           |                           | Real Sociedad           | 2                                |                                  |  |                |                          |                          |  |                |                                                                 |                                                                 |                                                                 |                                                                 |  |                     |                                                    |                                                    |  |
|  |                           |                           | Atlético de Madrid        | 0                       |                                  |                                  |  |                |                          |                          |  |                |                                                                 |                                                                 |                                                                 |                                                                 |  |                     |                                                    |                                                    |  |
|  | C. F. Rayo Majadahonda    | 0                         | Atlético de Madrid        | 0                       |                                  |                                  |  |                |                          |                          |  |                |                                                                 |                                                                 |                                                                 |                                                                 |  |                     |                                                    |                                                    |  |
|  | C. F. Rayo Majadahonda    | 0                         |                           |                         |                                  |                                  |  |                |                          |                          |  |                |                                                                 |                                                                 |                                                                 |                                                                 |  |                     |                                                    |                                                    |  |
|  | Atlético de Madrid        | 5                         |                           |                         |                                  |                                  |  |                |                          |                          |  |                |                                                                 |                                                                 |                                                                 |                                                                 |  |                     |                                                    |                                                    |  |
|  | Atlético de Madrid        | 5                         |                           |                         |                                  |                                  |  | Real Sociedad  | 0                        |                          |  |                |                                                                 |                                                                 |                                                                 |                                                                 |  |                     |                                                    |                                                    |  |
|  |                           |                           |                           |                         |                                  |                                  |  | Real Sociedad  | 0                        |                          |  |                |                                                                 |                                                                 |                                                                 |                                                                 |  |                     |                                                    |                                                    |  |
|  |                           |                           | Real Betis Balompié       | 4                       |                                  |                                  |  |                |                          |                          |  |                |                                                                 |                                                                 |                                                                 |                                                                 |  |                     |                                                    |                                                    |  |
|  | Real Valladolid C. F.     | 0                         | Real Betis Balompié       | 4                       |                                  |                                  |  |                |                          |                          |  |                |                                                                 |                                                                 |                                                                 |                                                                 |  |                     |                                                    |                                                    |  |
|  | Real Valladolid C. F.     | 0                         |                           |                         |                                  |                                  |  |                |                          |                          |  |                |                                                                 |                                                                 |                                                                 |                                                                 |  |                     |                                                    |                                                    |  |
|  | Real Betis Balompié       | 3                         |                           |                         |                                  |                                  |  |                |                          |                          |  |                |                                                                 |                                                                 |                                                                 |                                                                 |  |                     |                                                    |                                                    |  |
|  | Real Betis Balompié       | 3                         |                           | Real Betis Balompié     | 2                                |                                  |  |                |                          |                          |  |                |                                                                 |                                                                 |                                                                 |                                                                 |  |                     |                                                    |                                                    |  |
|  |                           |                           |                           | Real Betis Balompié     | 2                                |                                  |  |                |                          |                          |  |                |                                                                 |                                                                 |                                                                 |                                                                 |  |                     |                                                    |                                                    |  |
|  |                           |                           | Sevilla F. C.             | 1                       |                                  |                                  |  |                |                          |                          |  |                |                                                                 |                                                                 |                                                                 |                                                                 |  |                     |                                                    |                                                    |  |
|  | Real Zaragoza             | 0                         | Sevilla F. C.             | 1                       |                                  |                                  |  |                |                          |                          |  |                |                                                                 |                                                                 |                                                                 |                                                                 |  |                     |                                                    |                                                    |  |
|  | Real Zaragoza             | 0                         |                           |                         |                                  |                                  |  |                |                          |                          |  |                |                                                                 |                                                                 |                                                                 |                                                                 |  |                     |                                                    |                                                    |  |
|  | Sevilla F. C.             | 2                         |                           |                         |                                  |                                  |  |                |                          |                          |  |                |                                                                 |                                                                 |                                                                 |                                                                 |  |                     |                                                    |                                                    |  |
|  | Sevilla F. C.             | 2                         |                           |                         |                                  |                                  |  |                |                          |                          |  |                |                                                                 |                                                                 |                                                                 |                                                                 |  | Real Betis Balompié | 1 (5)                                              |                                                    |  |
|  |                           |                           |                           |                         |                                  |                                  |  |                |                          |                          |  |                |                                                                 |                                                                 |                                                                 |                                                                 |  | Real Betis Balompié | 1 (5)                                              |                                                    |  |
|  |                           |                           | Valencia C. F.            | 1 (4)                   |                                  |                                  |  |                |                          |                          |  |                |                                                                 |                                                                 |                                                                 |                                                                 |  |                     |                                                    |                                                    |  |
|  | Atlético Mancha Real      | 0                         | Valencia C. F.            | 1 (4)                   |                                  |                                  |  |                |                          |                          |  |                |                                                                 |                                                                 |                                                                 |                                                                 |  |                     |                                                    |                                                    |  |
|  | Atlético Mancha Real      | 0                         |                           |                         |                                  |                                  |  |                |                          |                          |  |                |                                                                 |                                                                 |                                                                 |                                                                 |  |                     |                                                    |                                                    |  |
|  | Athletic Club             | 2                         |                           |                         |                                  |                                  |  |                |                          |                          |  |                |                                                                 |                                                                 |                                                                 |                                                                 |  |                     |                                                    |                                                    |  |
|  | Athletic Club             | 2                         |                           | Athletic Club (t. s.)   | 3                                |                                  |  |                |                          |                          |  |                |                                                                 |                                                                 |                                                                 |                                                                 |  |                     |                                                    |                                                    |  |
|  |                           |                           |                           | Athletic Club (t. s.)   | 3                                |                                  |  |                |                          |                          |  |                |                                                                 |                                                                 |                                                                 |                                                                 |  |                     |                                                    |                                                    |  |
|  |                           |                           | F. C. Barcelona           | 2                       |                                  |                                  |  |                |                          |                          |  |                |                                                                 |                                                                 |                                                                 |                                                                 |  |                     |                                                    |                                                    |  |
|  | Linares Deportivo         | 1                         | F. C. Barcelona           | 2                       |                                  |                                  |  |                |                          |                          |  |                |                                                                 |                                                                 |                                                                 |                                                                 |  |                     |                                                    |                                                    |  |
|  | Linares Deportivo         | 1                         |                           |                         |                                  |                                  |  |                |                          |                          |  |                |                                                                 |                                                                 |                                                                 |                                                                 |  |                     |                                                    |                                                    |  |
|  | F. C. Barcelona           | 2                         |                           |                         |                                  |                                  |  |                |                          |                          |  |                |                                                                 |                                                                 |                                                                 |                                                                 |  |                     |                                                    |                                                    |  |
|  | F. C. Barcelona           | 2                         |                           |                         |                                  |                                  |  | Athletic Club  | 1                        |                          |  |                |                                                                 |                                                                 |                                                                 |                                                                 |  |                     |                                                    |                                                    |  |
|  |                           |                           |                           |                         |                                  |                                  |  | Athletic Club  | 1                        |                          |  |                |                                                                 |                                                                 |                                                                 |                                                                 |  |                     |                                                    |                                                    |  |
|  |                           |                           | Real Madrid C. F.         | 0                       |                                  |                                  |  |                |                          |                          |  |                |                                                                 |                                                                 |                                                                 |                                                                 |  |                     |                                                    |                                                    |  |
|  | U. D. Almería             | 1                         | Real Madrid C. F.         | 0                       |                                  |                                  |  |                |                          |                          |  |                |                                                                 |                                                                 |                                                                 |                                                                 |  |                     |                                                    |                                                    |  |
|  | U. D. Almería             | 1                         |                           |                         |                                  |                                  |  |                |                          |                          |  |                |                                                                 |                                                                 |                                                                 |                                                                 |  |                     |                                                    |                                                    |  |
|  | Elche C. F.               | 2                         |                           |                         |                                  |                                  |  |                |                          |                          |  |                |                                                                 |                                                                 |                                                                 |                                                                 |  |                     |                                                    |                                                    |  |
|  | Elche C. F.               | 2                         |                           | Elche C. F.             | 1                                |                                  |  |                |                          |                          |  |                |                                                                 |                                                                 |                                                                 |                                                                 |  |                     |                                                    |                                                    |  |
|  |                           |                           |                           | Elche C. F.             | 1                                |                                  |  |                |                          |                          |  |                |                                                                 |                                                                 |                                                                 |                                                                 |  |                     |                                                    |                                                    |  |
|  |                           |                           | Real Madrid C. F. (t. s.) | 2                       |                                  |                                  |  |                |                          |                          |  |                |                                                                 |                                                                 |                                                                 |                                                                 |  |                     |                                                    |                                                    |  |
|  | C. D. Alcoyano            | 1                         | Real Madrid C. F. (t. s.) | 2                       |                                  |                                  |  |                |                          |                          |  |                |                                                                 |                                                                 |                                                                 |                                                                 |  |                     |                                                    |                                                    |  |
|  | C. D. Alcoyano            | 1                         |                           |                         |                                  |                                  |  |                |                          |                          |  |                |                                                                 |                                                                 |                                                                 |                                                                 |  |                     |                                                    |                                                    |  |
|  | Real Madrid C. F.         | 3                         |                           |                         |                                  |                                  |  |                |                          |                          |  |                |                                                                 |                                                                 |                                                                 |                                                                 |  |                     |                                                    |                                                    |  |
|  | Real Madrid C. F.         | 3                         |                           |                         |                                  |                                  |  |                |                          |                          |  | Athletic Club  | 1                                                               | 0                                                               | 1                                                               |                                                                 |  |                     |                                                    |                                                    |  |
|  |                           |                           |                           |                         |                                  |                                  |  |                |                          |                          |  | Athletic Club  | 1                                                               | 0                                                               | 1                                                               |                                                                 |  |                     |                                                    |                                                    |  |
|  |                           |                           | Valencia C. F.            | 1                       | 1                                | 2                                |  |                |                          |                          |  |                |                                                                 |                                                                 |                                                                 |                                                                 |  |                     |                                                    |                                                    |  |
|  | C. D. Atlético Baleares   | 2                         | Valencia C. F.            | 1                       | 1                                | 2                                |  |                |                          |                          |  |                |                                                                 |                                                                 |                                                                 |                                                                 |  |                     |                                                    |                                                    |  |
|  | C. D. Atlético Baleares   | 2                         |                           |                         |                                  |                                  |  |                |                          |                          |  |                |                                                                 |                                                                 |                                                                 |                                                                 |  |                     |                                                    |                                                    |  |
|  | R. C. Celta de Vigo       | 1                         |                           |                         |                                  |                                  |  |                |                          |                          |  |                |                                                                 |                                                                 |                                                                 |                                                                 |  |                     |                                                    |                                                    |  |
|  | R. C. Celta de Vigo       | 1                         |                           | C. D. Atlético Baleares | 0                                |                                  |  |                |                          |                          |  |                |                                                                 |                                                                 |                                                                 |                                                                 |  |                     |                                                    |                                                    |  |
|  |                           |                           |                           | C. D. Atlético Baleares | 0                                |                                  |  |                |                          |                          |  |                |                                                                 |                                                                 |                                                                 |                                                                 |  |                     |                                                    |                                                    |  |
|  |                           |                           | Valencia C. F.            | 1                       |                                  |                                  |  |                |                          |                          |  |                |                                                                 |                                                                 |                                                                 |                                                                 |  |                     |                                                    |                                                    |  |
|  | F. C. Cartagena           | 1                         | Valencia C. F.            | 1                       |                                  |                                  |  |                |                          |                          |  |                |                                                                 |                                                                 |                                                                 |                                                                 |  |                     |                                                    |                                                    |  |
|  | F. C. Cartagena           | 1                         |                           |                         |                                  |                                  |  |                |                          |                          |  |                |                                                                 |                                                                 |                                                                 |                                                                 |  |                     |                                                    |                                                    |  |
|  | Valencia C. F.            | 2                         |                           |                         |                                  |                                  |  |                |                          |                          |  |                |                                                                 |                                                                 |                                                                 |                                                                 |  |                     |                                                    |                                                    |  |
|  | Valencia C. F.            | 2                         |                           |                         |                                  |                                  |  | Valencia C. F. | 2                        |                          |  |                |                                                                 |                                                                 |                                                                 |                                                                 |  |                     |                                                    |                                                    |  |
|  |                           |                           |                           |                         |                                  |                                  |  | Valencia C. F. | 2                        |                          |  |                |                                                                 |                                                                 |                                                                 |                                                                 |  |                     |                                                    |                                                    |  |
|  |                           |                           | Cádiz C. F.               | 1                       |                                  |                                  |  |                |                          |                          |  |                |                                                                 |                                                                 |                                                                 |                                                                 |  |                     |                                                    |                                                    |  |
|  | Sporting de Gijón         | 2                         | Cádiz C. F.               | 1                       |                                  |                                  |  |                |                          |                          |  |                |                                                                 |                                                                 |                                                                 |                                                                 |  |                     |                                                    |                                                    |  |
|  | Sporting de Gijón         | 2                         |                           |                         |                                  |                                  |  |                |                          |                          |  |                |                                                                 |                                                                 |                                                                 |                                                                 |  |                     |                                                    |                                                    |  |
|  | Villarreal C. F.          | 1                         |                           |                         |                                  |                                  |  |                |                          |                          |  |                |                                                                 |                                                                 |                                                                 |                                                                 |  |                     |                                                    |                                                    |  |
|  | Villarreal C. F.          | 1                         |                           | Sporting de Gijón       | 0 (2)                            |                                  |  |                |                          |                          |  |                |                                                                 |                                                                 |                                                                 |                                                                 |  |                     |                                                    |                                                    |  |
|  |                           |                           |                           | Sporting de Gijón       | 0 (2)                            |                                  |  |                |                          |                          |  |                |                                                                 |                                                                 |                                                                 |                                                                 |  |                     |                                                    |                                                    |  |
|  |                           |                           | Cádiz C. F. (p.)          | 0 (4)                   |                                  |                                  |  |                |                          |                          |  |                |                                                                 |                                                                 |                                                                 |                                                                 |  |                     |                                                    |                                                    |  |
|  | C. F. Fuenlabrada         | 0                         | Cádiz C. F. (p.)          | 0 (4)                   |                                  |                                  |  |                |                          |                          |  |                |                                                                 |                                                                 |                                                                 |                                                                 |  |                     |                                                    |                                                    |  |
|  | C. F. Fuenlabrada         | 0                         |                           |                         |                                  |                                  |  |                |                          |                          |  |                |                                                                 |                                                                 |                                                                 |                                                                 |  |                     |                                                    |                                                    |  |
|  | Cádiz C. F.               | 1                         |                           |                         |                                  |                                  |  |                |                          |                          |  |                |                                                                 |                                                                 |                                                                 |                                                                 |  |                     |                                                    |                                                    |  |
|  | Cádiz C. F.               | 1                         |                           |                         |                                  |                                  |  |                |                          |                          |  |                |                                                                 |                                                                 |                                                                 |                                                                 |  |                     |                                                    |                                                    |  |
|  |                           |                           |                           |                         |                                  |                                  |  |                |                          |                          |  |                |                                                                 |                                                                 |                                                                 |                                                                 |  |                     |                                                    |                                                    |  |

### Dieciseisavos de final
Los dieciseisavos de final los disputan los 28 ganadores de la Segunda ronda más los cuatro participantes de la Supercopa.
| Local                   | Resultado      | Visitante           |
| ----------------------- | -------------- | ------------------- |
| Atlético Mancha Real    | 0–2            | Athletic Club       |
| C. F. Rayo Majadahonda  | 0–5            | Atlético de Madrid  |
| C. D. Alcoyano          | 1–3            | Real Madrid C. F.   |
| Linares Deportivo       | 1–2            | F. C. Barcelona     |
| C. D. Atlético Baleares | 2–1            | R. C. Celta de Vigo |
| Real Valladolid C. F.   | 0–3            | Real Betis Balompié |
| U. D. Almería           | 1–2            | Elche C. F.         |
| C. D. Mirandés          | 0–1            | Rayo Vallecano      |
| F. C. Cartagena         | 1–2            | Valencia C. F.      |
| Sporting de Gijón       | 2–1            | Villarreal C. F.    |
| S. D. Eibar             | 1–2            | R. C. D. Mallorca   |
| C. F. Fuenlabrada       | 0–1            | Cádiz C. F.         |
| C. D. Leganés           | 2–3            | Real Sociedad       |
| Girona F. C.            | 1–0            | C. A. Osasuna       |
| Real Zaragoza           | 0–2            | Sevilla F. C.       |
| S. D. Ponferradina      | 1–1 (1:3 pen.) | R. C. D. Espanyol   |

### Octavos de final
Los octavos de final los disputan los 16 ganadores de los dieciseisavos de final.
| Local                   | Resultado      | Visitante          |
| ----------------------- | -------------- | ------------------ |
| C. D. Atlético Baleares | 0–1            | Valencia C. F.     |
| Girona F. C.            | 1–2            | Rayo Vallecano     |
| Sporting de Gijón       | 0–0 (2:4 pen.) | Cádiz C. F.        |
| Elche C. F.             | 1–2 (t. s.)    | Real Madrid C. F.  |
| Real Sociedad           | 2–0            | Atlético de Madrid |
| Real Betis Balompié     | 2–1            | Sevilla F. C.      |
| Athletic Club           | 3–2 (t. s.)    | F. C. Barcelona    |
| R. C. D. Mallorca       | 2–1            | R. C. D. Espanyol  |

### Cuartos de final
Los cuartos de final los disputan los 8 ganadores de los octavos de final.
| Local          | Resultado | Visitante           |
| -------------- | --------- | ------------------- |
| Athletic Club  | 1–0       | Real Madrid C. F.   |
| Real Sociedad  | 0–4       | Real Betis Balompié |
| Valencia C. F. | 2–1       | Cádiz C. F.         |
| Rayo Vallecano | 1–0       | R. C. D. Mallorca   |

### Semifinales
Las semifinales las disputan los 4 ganadores de los cuartos de final.
| Equipo 1       | Agr. | Equipo 2       | Ida | Vuelta |
| -------------- | ---- | -------------- | --- | ------ |
| Rayo Vallecano | 2–3  | Real Betis     | 1–2 | 1–1    |
| Athletic Club  | 1–2  | Valencia C. F. | 1–1 | 0–1    |

### Final
La final la disputan los 2 ganadores de las semifinales.
| 25    | POR   | Claudio Bravo     |      |
| 19    | DEF   | Héctor Bellerín   |      |
| 16    | DEF   | Germán Pezzella   |      |
| 5     | DEF   | Marc Bartra       |      |
| 15    | DEF   | Alexandre Moreno  | 105' |
| 21    | MED   | Guido Rodríguez   |      |
| 14    | MED   | William Carvalho  | 102' |
| 10    | MED   | Sergio Canales    | 111' |
| 8     | MED   | Nabil Fekir       | 111' |
| 7     | MED   | Juanmi            | 86'  |
| 9     | DEL   | Borja Iglesias    | 102' |
| D. T. | D. T. | Manuel Pellegrini |      |

| 28    | POR   | Giorgi Mamardashvili |      |
| 20    | DEF   | Dimitri Foulquier    | 100' |
| 12    | DEF   | Mouctar Diakhaby     |      |
| 5     | DEF   | Gabriel Paulista     |      |
| 15    | DEF   | Omar Alderete        |      |
| 14    | DEF   | José Luis Gayà       |      |
| 10    | MED   | Carlos Soler         |      |
| 6     | MED   | Hugo Guillamón       | 85'  |
| 23    | MED   | Ilaix Moriba         | 79'  |
| 7     | DEL   | Gonçalo Guedes       |      |
| 19    | DEL   | Hugo Duro            | 85'  |
| D. T. | D. T. | José Bordalás        |      |

| 17 | MED | Joaquín         | 86'  |
| 12 | DEL | Willian José    | 102' |
| 18 | MED | Andrés Guardado | 102' |
| 33 | DEF | Juan Miranda    | 105' |
| 11 | DEL | Cristian Tello  | 111' |
| 24 | DEL | Aitor Ruibal    | 111' |

| 2  | DEF | Thierry Correia | 79'  |
| 8  | MED | Uroš Račić      | 85'  |
| 21 | DEL | Bryan Gil       | 85'  |
| 4  | MED | Yunus Musah     | 100' |

| 11' | Borja Iglesias | 1:0 |

| 30' | Hugo Duro | 1:1 |

| Acierto de penal · Acierto de penal · Acierto de penal · Acierto de penal · Acierto de penal | Willian José Joaquín Andrés Guardado Cristian Tello Juan Miranda | 1:1 2:2 3:3 4:3 5:4 |

| Acierto de penal · Acierto de penal · Acierto de penal · Fallo de penal · Acierto de penal | Carlos Soler Uroš Račić Gonçalo Guedes Yunus Musah José Luis Gayà | 0:1 1:2 2:3 3:3 4:4 |

| 14' · 72' · 95' · 113' | William Carvalho Germán Pezzella Borja Iglesias Cristian Tello |

| 5' · 74' · 90+2' · 90+3' · 98' | Gabriel Paulista Hugo Guillamón Omar Alderete Thierry Correia Carlos Soler |

| Principal  | Hernández Hernández |
| Asistentes | Pérez Naranjo       |
|            | Cabañero Martínez   |
| Cuarto     | Soto Grado          |
| Quinto     | Sánchez Rojo        |

| VAR            | De Burgos Bengoetxea   |
| Asistentes VAR | Díaz Pérez Del Palomar |
|                | González Fuertes       |

| 25    | POR   | Claudio Bravo     |      |
| 19    | DEF   | Héctor Bellerín   |      |
| 16    | DEF   | Germán Pezzella   |      |
| 5     | DEF   | Marc Bartra       |      |
| 15    | DEF   | Alexandre Moreno  | 105' |
| 21    | MED   | Guido Rodríguez   |      |
| 14    | MED   | William Carvalho  | 102' |
| 10    | MED   | Sergio Canales    | 111' |
| 8     | MED   | Nabil Fekir       | 111' |
| 7     | MED   | Juanmi            | 86'  |
| 9     | DEL   | Borja Iglesias    | 102' |
| D. T. | D. T. | Manuel Pellegrini |      |

| 28    | POR   | Giorgi Mamardashvili |      |
| 20    | DEF   | Dimitri Foulquier    | 100' |
| 12    | DEF   | Mouctar Diakhaby     |      |
| 5     | DEF   | Gabriel Paulista     |      |
| 15    | DEF   | Omar Alderete        |      |
| 14    | DEF   | José Luis Gayà       |      |
| 10    | MED   | Carlos Soler         |      |
| 6     | MED   | Hugo Guillamón       | 85'  |
| 23    | MED   | Ilaix Moriba         | 79'  |
| 7     | DEL   | Gonçalo Guedes       |      |
| 19    | DEL   | Hugo Duro            | 85'  |
| D. T. | D. T. | José Bordalás        |      |

| 17 | MED | Joaquín         | 86'  |
| 12 | DEL | Willian José    | 102' |
| 18 | MED | Andrés Guardado | 102' |
| 33 | DEF | Juan Miranda    | 105' |
| 11 | DEL | Cristian Tello  | 111' |
| 24 | DEL | Aitor Ruibal    | 111' |

| 2  | DEF | Thierry Correia | 79'  |
| 8  | MED | Uroš Račić      | 85'  |
| 21 | DEL | Bryan Gil       | 85'  |
| 4  | MED | Yunus Musah     | 100' |

| 11' | Borja Iglesias | 1:0 |

| 30' | Hugo Duro | 1:1 |

| Acierto de penal · Acierto de penal · Acierto de penal · Acierto de penal · Acierto de penal | Willian José Joaquín Andrés Guardado Cristian Tello Juan Miranda | 1:1 2:2 3:3 4:3 5:4 |

| Acierto de penal · Acierto de penal · Acierto de penal · Fallo de penal · Acierto de penal | Carlos Soler Uroš Račić Gonçalo Guedes Yunus Musah José Luis Gayà | 0:1 1:2 2:3 3:3 4:4 |

| 14' · 72' · 95' · 113' | William Carvalho Germán Pezzella Borja Iglesias Cristian Tello |

| 5' · 74' · 90+2' · 90+3' · 98' | Gabriel Paulista Hugo Guillamón Omar Alderete Thierry Correia Carlos Soler |

| Principal  | Hernández Hernández |
| Asistentes | Pérez Naranjo       |
|            | Cabañero Martínez   |
| Cuarto     | Soto Grado          |
| Quinto     | Sánchez Rojo        |

| VAR            | De Burgos Bengoetxea   |
| Asistentes VAR | Díaz Pérez Del Palomar |
|                | González Fuertes       |

| 25    | POR   | Claudio Bravo     |      |
| 19    | DEF   | Héctor Bellerín   |      |
| 16    | DEF   | Germán Pezzella   |      |
| 5     | DEF   | Marc Bartra       |      |
| 15    | DEF   | Alexandre Moreno  | 105' |
| 21    | MED   | Guido Rodríguez   |      |
| 14    | MED   | William Carvalho  | 102' |
| 10    | MED   | Sergio Canales    | 111' |
| 8     | MED   | Nabil Fekir       | 111' |
| 7     | MED   | Juanmi            | 86'  |
| 9     | DEL   | Borja Iglesias    | 102' |
| D. T. | D. T. | Manuel Pellegrini |      |

| 28    | POR   | Giorgi Mamardashvili |      |
| 20    | DEF   | Dimitri Foulquier    | 100' |
| 12    | DEF   | Mouctar Diakhaby     |      |
| 5     | DEF   | Gabriel Paulista     |      |
| 15    | DEF   | Omar Alderete        |      |
| 14    | DEF   | José Luis Gayà       |      |
| 10    | MED   | Carlos Soler         |      |
| 6     | MED   | Hugo Guillamón       | 85'  |
| 23    | MED   | Ilaix Moriba         | 79'  |
| 7     | DEL   | Gonçalo Guedes       |      |
| 19    | DEL   | Hugo Duro            | 85'  |
| D. T. | D. T. | José Bordalás        |      |

| 17 | MED | Joaquín         | 86'  |
| 12 | DEL | Willian José    | 102' |
| 18 | MED | Andrés Guardado | 102' |
| 33 | DEF | Juan Miranda    | 105' |
| 11 | DEL | Cristian Tello  | 111' |
| 24 | DEL | Aitor Ruibal    | 111' |

| 2  | DEF | Thierry Correia | 79'  |
| 8  | MED | Uroš Račić      | 85'  |
| 21 | DEL | Bryan Gil       | 85'  |
| 4  | MED | Yunus Musah     | 100' |

| 11' | Borja Iglesias | 1:0 |

| 30' | Hugo Duro | 1:1 |

| Acierto de penal · Acierto de penal · Acierto de penal · Acierto de penal · Acierto de penal | Willian José Joaquín Andrés Guardado Cristian Tello Juan Miranda | 1:1 2:2 3:3 4:3 5:4 |

| Acierto de penal · Acierto de penal · Acierto de penal · Fallo de penal · Acierto de penal | Carlos Soler Uroš Račić Gonçalo Guedes Yunus Musah José Luis Gayà | 0:1 1:2 2:3 3:3 4:4 |

| 14' · 72' · 95' · 113' | William Carvalho Germán Pezzella Borja Iglesias Cristian Tello |

| 5' · 74' · 90+2' · 90+3' · 98' | Gabriel Paulista Hugo Guillamón Omar Alderete Thierry Correia Carlos Soler |

| Principal  | Hernández Hernández |
| Asistentes | Pérez Naranjo       |
|            | Cabañero Martínez   |
| Cuarto     | Soto Grado          |
| Quinto     | Sánchez Rojo        |

| VAR            | De Burgos Bengoetxea   |
| Asistentes VAR | Díaz Pérez Del Palomar |
|                | González Fuertes       |

| 25    | POR   | Claudio Bravo     |      |
| 19    | DEF   | Héctor Bellerín   |      |
| 16    | DEF   | Germán Pezzella   |      |
| 5     | DEF   | Marc Bartra       |      |
| 15    | DEF   | Alexandre Moreno  | 105' |
| 21    | MED   | Guido Rodríguez   |      |
| 14    | MED   | William Carvalho  | 102' |
| 10    | MED   | Sergio Canales    | 111' |
| 8     | MED   | Nabil Fekir       | 111' |
| 7     | MED   | Juanmi            | 86'  |
| 9     | DEL   | Borja Iglesias    | 102' |
| D. T. | D. T. | Manuel Pellegrini |      |

| 28    | POR   | Giorgi Mamardashvili |      |
| 20    | DEF   | Dimitri Foulquier    | 100' |
| 12    | DEF   | Mouctar Diakhaby     |      |
| 5     | DEF   | Gabriel Paulista     |      |
| 15    | DEF   | Omar Alderete        |      |
| 14    | DEF   | José Luis Gayà       |      |
| 10    | MED   | Carlos Soler         |      |
| 6     | MED   | Hugo Guillamón       | 85'  |
| 23    | MED   | Ilaix Moriba         | 79'  |
| 7     | DEL   | Gonçalo Guedes       |      |
| 19    | DEL   | Hugo Duro            | 85'  |
| D. T. | D. T. | José Bordalás        |      |

| 17 | MED | Joaquín         | 86'  |
| 12 | DEL | Willian José    | 102' |
| 18 | MED | Andrés Guardado | 102' |
| 33 | DEF | Juan Miranda    | 105' |
| 11 | DEL | Cristian Tello  | 111' |
| 24 | DEL | Aitor Ruibal    | 111' |

| 2  | DEF | Thierry Correia | 79'  |
| 8  | MED | Uroš Račić      | 85'  |
| 21 | DEL | Bryan Gil       | 85'  |
| 4  | MED | Yunus Musah     | 100' |

| 11' | Borja Iglesias | 1:0 |

| 30' | Hugo Duro | 1:1 |

| Acierto de penal · Acierto de penal · Acierto de penal · Acierto de penal · Acierto de penal | Willian José Joaquín Andrés Guardado Cristian Tello Juan Miranda | 1:1 2:2 3:3 4:3 5:4 |

| Acierto de penal · Acierto de penal · Acierto de penal · Fallo de penal · Acierto de penal | Carlos Soler Uroš Račić Gonçalo Guedes Yunus Musah José Luis Gayà | 0:1 1:2 2:3 3:3 4:4 |

| 14' · 72' · 95' · 113' | William Carvalho Germán Pezzella Borja Iglesias Cristian Tello |

| 5' · 74' · 90+2' · 90+3' · 98' | Gabriel Paulista Hugo Guillamón Omar Alderete Thierry Correia Carlos Soler |

| Principal  | Hernández Hernández |
| Asistentes | Pérez Naranjo       |
|            | Cabañero Martínez   |
| Cuarto     | Soto Grado          |
| Quinto     | Sánchez Rojo        |

| VAR            | De Burgos Bengoetxea   |
| Asistentes VAR | Díaz Pérez Del Palomar |
|                | González Fuertes       |

|                                        |
|                                        |
| Campeón Real Betis Balompié 3.° título |